# Ville d'Adélaïde
La Ville d'Adélaïde (City of Adelaide) est une zone d'administration locale du centre ville d'Adélaïde, située dans l'État d'Australie-Méridionale en Australie.

## Quartiers
La ville est divisée en deux quartiers :
- Adélaïde ;
- Adélaïde nord.

## Jumelage
La ville d'Adélaïde est jumelée avec :
- États-Unis - Austin, États-Unis - 1983
- Nouvelle-Zélande - Christchurch, Nouvelle-Zélande - 1972
- Malaisie - George Town, Penang/Malaisie - 1973
- Japon - Himeji, Japon - 1982